# 佳陽山
佳陽山（かようざん）は、台湾台中市和平区にある標高3,313mの山である。南から太木山、佳陽山、大剣山、雪山西峰の順に連なる雪山主峰北段の山の一つである。

## 概要
佳陽山は大剣山と徳基水庫のほぼ中間、雪山山脈の南段に位置し、台湾百岳の中で49位だった。山頂には、二等三角点がある。